# Ремийи-ан-Монтань
Ремийи́-ан-Монта́нь (фр. Remilly-en-Montagne) — коммуна во Франции, находится в регионе Бургундия. Департамент коммуны — Кот-д’Ор. Входит в состав кантона Сомбернон. Округ коммуны — Дижон.
Код INSEE коммуны — 21520.

## Население
Население коммуны на 2010 год составляло 129 человек.
| 1962 | 1968 | 1975 | 1982 | 1990 | 1999 | 2010 |
| ---- | ---- | ---- | ---- | ---- | ---- | ---- |
| 112  | 104  | 90   | 70   | 93   | 106  | 129  |

## Экономика
В 2010 году среди 95 человек трудоспособного возраста (15—64 лет) 77 были экономически активными, 18 — неактивными (показатель активности — 81,1 %, в 1999 году было 73,6 %). Из 77 активных жителей работали 72 человека (32 мужчины и 40 женщин), безработных было 5 (2 мужчин и 3 женщины). Среди 18 неактивных 8 человек были учениками или студентами, 7 — пенсионерами, 3 были неактивными по другим причинам.